# Alfred Chambon

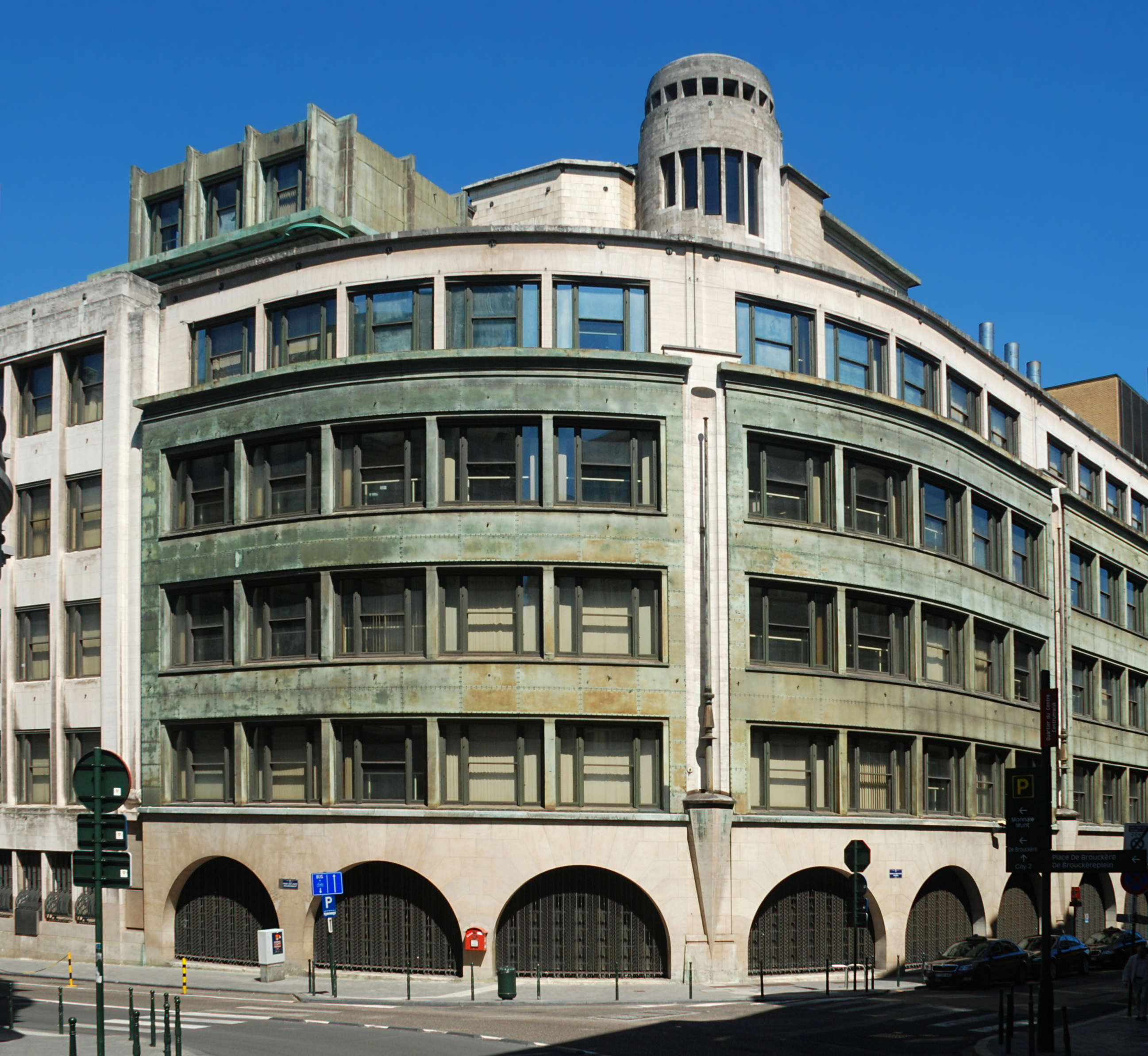
Hoekgevel van het Chambongebouw naar zijn ontwerp uit 1953 aan de hoek van de Wolvengracht en de Broekstraat in centrum Brussel

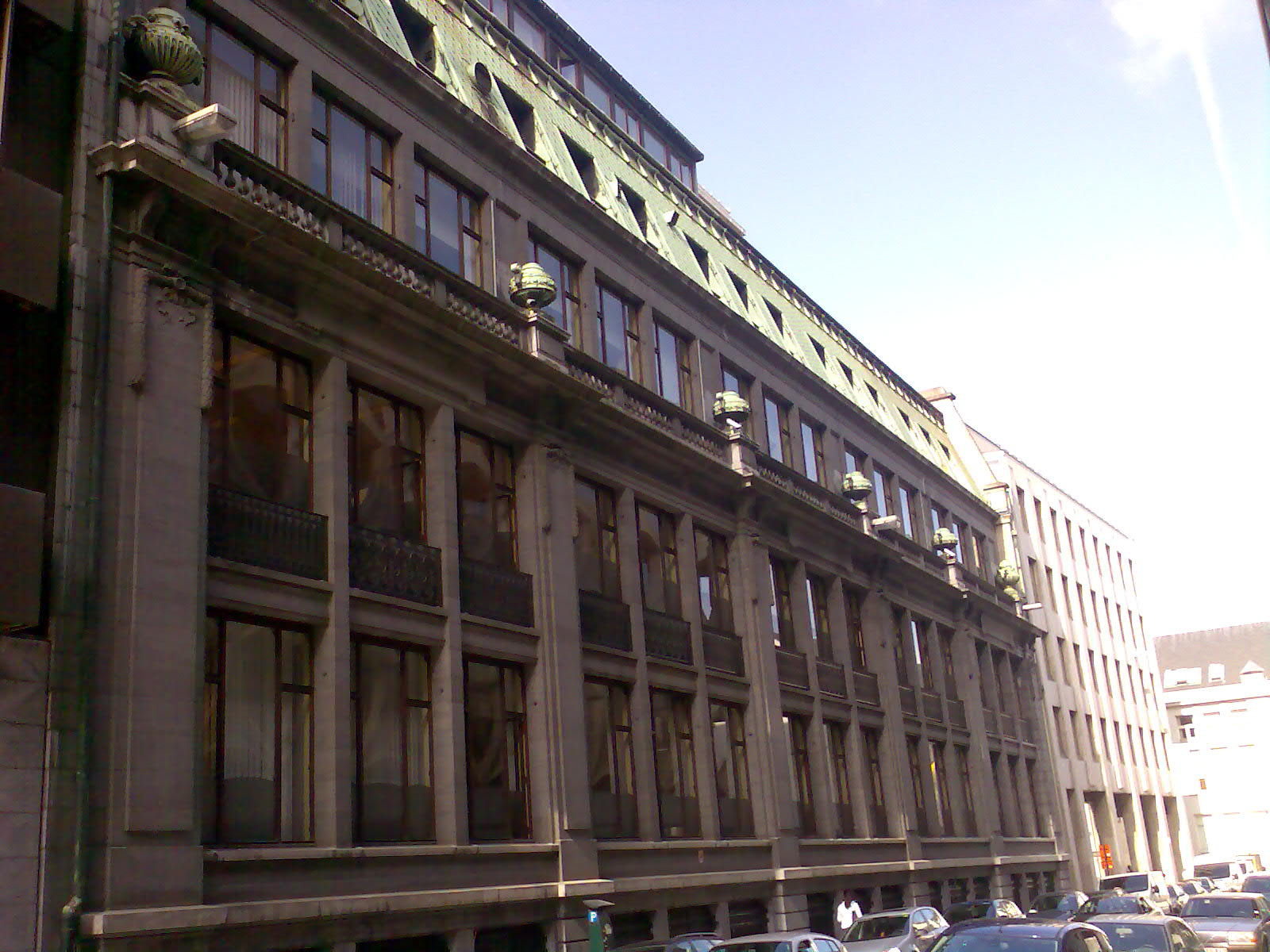
gebouw Boiteux in de Kreupelenstraat in Brussel naar zijn ontwerp

Alfred Chambon (Brussel, 1884 - aldaar, 1973) was een Belgisch architect en meubelontwerper.
Alfred Chambon was de jongste van de drie zonen van architect Alban Chambon.
Na een opleiding van 1901 tot 1904 aan de Koninklijke Academie voor Schone Kunsten in Brussel, vervoegde hij vanaf 1905 het door zijn vader opgerichte architectenbureau – waar zijn broers Fernand en Gaston al vanaf 1898 actief waren. Tot zijn bekendste en grootste ontwerpen behoren het gebouw Briant aan het Georges Brugmannplein in Elsene uit 1912 en het gebouw Boiteux, onderdeel van de hoofdzetel van de ASLK aan de Kreupelenstraat in centrum Brussel uit 1934, beide in beaux-artsstijl, een appartementsgebouw in de Émile Clausstraat te Brussel uit 1925 in art deco en het Chambongebouw, de uiteindelijk kern van de hoofdzetel van de ASLK aan de Wolvengracht uit 1953.
Naast zijn werkzaamheden als architect ontwierp hij vele meubelprojecten waarbij hij metaal (koper, staal) en bewerkte steen inwerkte in houten objecten, bij deze ontwerpen meerdere kandelaars en siertafels.
Chambon ligt begraven in de begraafplaats van Champlon in de gemeente Marche-en-Famenne.